# S/2004 S 12
S/2004 S 12 è un satellite naturale irregolare del pianeta Saturno.

## Scoperta
La sua scoperta è stata annunciata il 4 maggio 2005 da Scott S. Sheppard, David C. Jewitt, Jan Kleyna e Brian G. Marsden sulla base di osservazioni effettuate tra il 12 dicembre 2004 e l'8 marzo 2005, e il satellite ha ricevuto la designazione provvisoria S/2004 S 12.
Il satellite era poi stato considerato perduto, fino al suo ritrovamento annunciato il 12 ottobre 2022.
Nel 2021 era stato visto anche in osservazioni effettuate dal Canada-France-Hawaii Telescope a partire dal 2019.

## Denominazione
In attesa della promulgazione della denominazione definitiva da parte dell'Unione Astronomica Internazionale, il satellite è noto mediante la designazione provvisoria S/2004 S 12.

## Parametri orbitali
S/2004 S 12 ha un diametro di circa 5 km ed orbita attorno a Saturno in moto retrogrado ad una distanza media di 19,855 in circa 1044 giorni, con un'inclinazione di 163,9° rispetto all'eclittica, e con un'eccentricità orbitale di 0,371.